# Глинсько Врело
45°09′ пн. ш. 15°36′ сх. д. / 45.15° пн. ш. 15.60° сх. д.
Глинсько Врело (хорв. Glinsko Vrelo) — населений пункт у Хорватії, у Карловацькій жупанії у складі міста Слунь.

## Населення
Населення за даними перепису 2011 року становило 43 осіб.
Динаміка чисельності населення поселення: